# مجرای فاضلاب

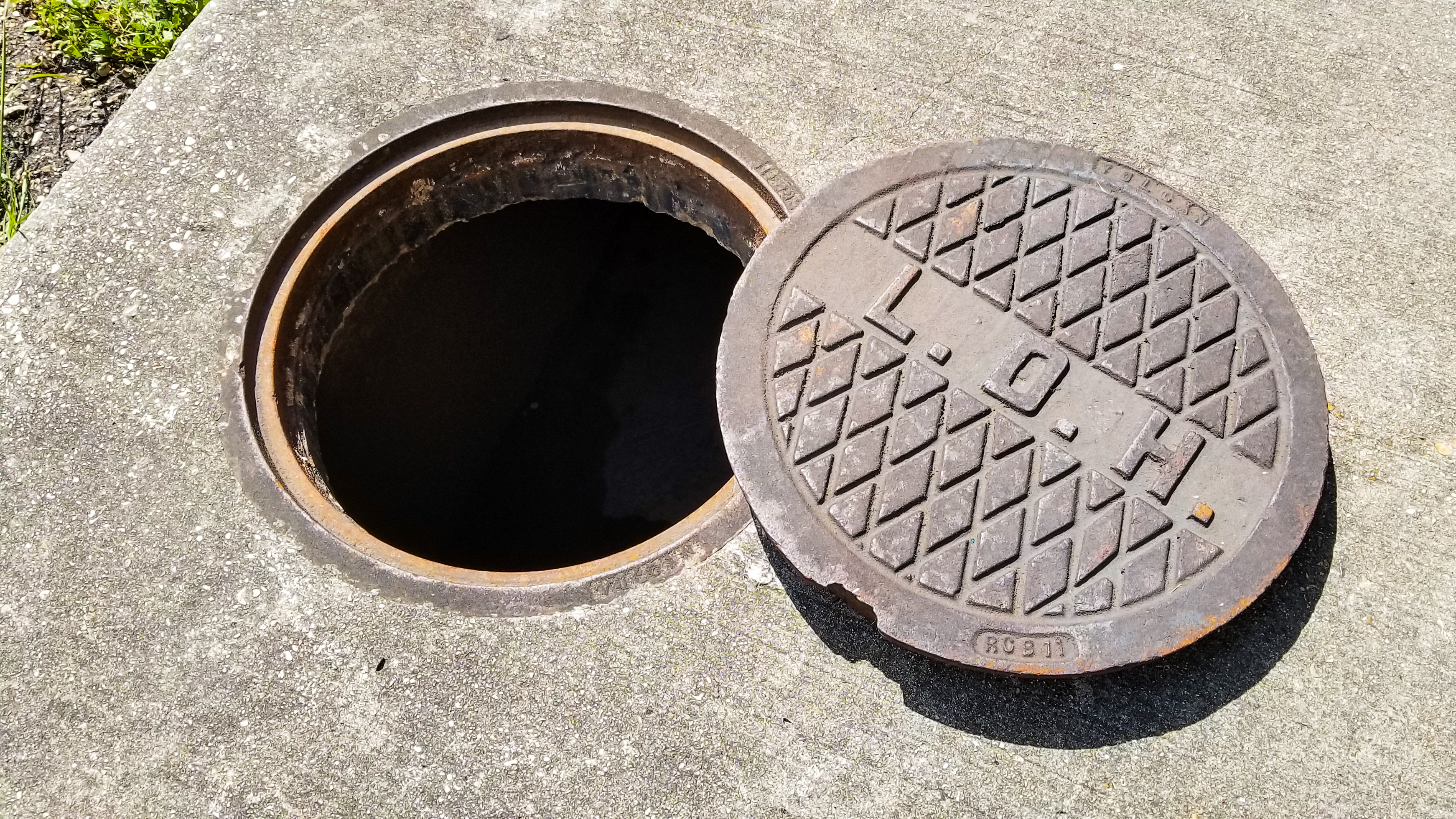
یک دریچه منهول پلی اتیلن فاضلاب شهری.

مجرای فاضلاب، یک سامانهٔ جابه‌جایی زیرزمینی پساب (فاضلاب) برای تصفیه یا دفع بهداشتی آن است که پساب خانگی، تجاری یا صنعتی را درون لوله به مکان تصفیه و گندزدایی یا دفع منتقل می‌سازد. در لوله‌های مجرای فاضلاب، ممکن است موادی برای تصفیه به پساب افزوده شده یا عملیات تصفیه روی آن انجام گیرد.
شهرداری و سازمان‌های آب و فاضلاب، آیین‌نامه و دستورالعملی برای تعبیهٔ لوله‌های مجاری دفع فاضلاب دارند که در زمان ساخت ساختمان، لازم‌الاجراست.
امروزه با ایجاد روش‌های جدید دفع فاضلاب، مخازنی با نام گندانبار طراحی شده است که کارایی بالاتری دارند، به طوری که فاضلاب از یک طرف وارد گندانبار (سپتیک تانک) می‌شود و پس از انجام عملیات تصفیه، از طرف دیگر آب روان قابل استفاده در کشاورزی خارج می‌شود. 

## تهویه
گاهی اوقات یک لوله فاضلاب دارای یک لوله دریچه بلند است تا گازهای آلوده را از افراد دور کند. نام‌های رایج عبارتند از: لوله بدبو، قطب بدبو، لوله تعفن و لوله تهویه فاضلاب.